# Castle Dale
Castle Dale ist ein Ort und Verwaltungssitz von Emery County im Bundesstaat Utah am Cottonwood Creek im  Castle Valley in einer Höhe von 1760 Meter über NN. Das U.S. Census Bureau hat bei der Volkszählung 2020 eine Einwohnerzahl von 1492 ermittelt.

## Geographie
Das Tal des Cottonwood Creeks ist das mittlere von drei Zuflüssen zum San Rafael River, der das Castle Valley durchquert und bewässert, bevor er zum Green River abfließt. Castle Dale liegt unterhalb des Canyons vom Wasatch Plateau, an der Utah State Route 10, die das Castle Valley in grob nordöstlich zu südwestlicher Richtung erschließt und mit dem Interstate Highway 70 im Süden sowie den gemeinsam verlaufenden U.S. Highways US 6 und US 191 verbinden. Entsprechend der Geländestruktur dehnen sich landwirtschaftliche Flächen am Fluss sowie in zwei parallelen Talstrukturen aus.

## Geschichte
Die indianische Besiedelung der Region geht bis in die Archaische Periode zurück. Die Fremont-Kultur hat unzählige Felsmalereien und Petroglyphen hinterlassen. Zum Zeitpunkt des ersten Kontakts mit Weißen war die Region Streifgebiet der Ute. Das Castle Valley liegt nahe dem Old Spanish Trail von Nuevo Mexico nach Alta California und wurde von weißen Händlern und Pionieren sporadisch besucht.
Die erste wirtschaftliche Nutzung der Region ging von Viehzüchtern aus dem Sanpete County von jenseits des Wasatch Plateaus aus, die ab 1875 ihre Herden hinunter ins Castle Valley führten. 1877 begann die systematische Besiedelung des Castle Valley durch Mormonische Pioniere, die von der Kirche Jesu Christi der Heiligen der letzten Tage (Mormonen) in das Tal gesandt wurden, um die Siedlungsregion zu beanspruchen, bevor es nicht-mormonische Siedler tun könnten.
Castle Dale wurde 1878 gegründet und zog sich rund zehn Kilometer dünn besiedelt am Cottonwood Creek entlang. Es wurde 1880 offiziell vermessen und dabei in zwei Siedlungskerne, Upper Castle Dale und Lower Castle Dale, geteilt. Upper Castle Dale nannte sich 1882 in Orangeville um, Die Siedler kamen vorwiegend aus der Region um Manti, jenseits des Wasatch Plateaus als das Tal des Cottonwood Creek durch Bewässerungskanäle für die Landwirtschaft erschlossen wurde. Etwa um diese Zeit wurden auch die Kohle-Vorkommen am Hang des Wasatch Plateau erschlossen.
In den 1930er Jahren litt der Kohlebergbau unter der Great Depression, die Stadt erholte sich für mehrere Jahrzehnte nicht vom Rückgang der Arbeitsplätze. In den 1960er Jahren wurde der Cottonwood Creek in den Bergen zum Joe's Valley Reservoir gestaut, wodurch nicht nur die Bewässerung der landwirtschaftlichen Flächen stabilisiert wurde, sondern auch ein heute beliebtes Freizeitgebiet mit Wassersport und Erholung um den Stausee geschaffen wurde. 1962 wurde die zentrale High School von Emery County in Castle Dale zusammengefasst, was die Stadt aufwertete.
In den 1970er Jahren errichtete die Utah Power and Light Company ein Kohlekraftwerk nahe Castle Dale. Es wird heute nach einer Fusion durch die PacifiCorp betrieben. Seitdem stieg die Bevölkerung deutlich an. 1984 kam es im Kohlekraftwerk Wilburg Mine zu einem Unfall, durch den im Bergwerk ein Feuer ausbrach, das über zwanzig Bergleute tötete. Für die Opfer steht südlich des Ortes ein Denkmal.